# Галицыно (Омская область)
Галицыно — деревня в Саргатском районе Омской области. В составе Новотроицкого сельского поселения.

## История
Основана в 1889 г. В 1928 г. поселок Голицинский состоял из 69 хозяйств, основное население — русские. В составе Куртайлинского сельсовета Саргатского района Омского округа Сибирского края.

## Население
| 1926 | 2010 |
| ---- | ---- |
| 420  | ↘100 |